# Willem Breuker Kollektief
Le Willem Breuker Kollektief est un groupe-orchestre néerlandais fondé en 1974 par le saxophoniste et clarinettiste Willem Breuker. Le groupe mélange la musique jazz, classique et traditionnelle.